# Rasmus Louie Larsen
Rasmus Steen Louie Larsen (født 15. april 1993) er en dansk tidligere fodboldspiller, der spillede mest af sin seniorkarriere for Boldklubben Frem. Han spiller normalt i forsvaret, men har tidligere spillet på midtbanen.

## Karriere

### Hvidovre IF
Den 29. juli 2018 debuterede Rasmus Louie Larsen for Hvidovre IF mod Lyngby Boldklub på udebane. Rasmus Louie Larsens sidste kamp for Hvidovre IF var den 29. august 2021 mod FA 2000 i en pokalkamp.

### Boldklubben Frem
Den 17. april 2013 debuterede Rasmus Louie Larsen for Boldklubben Frem mod Lolland-Falster Alliancen, som endte med en 2-1 tab til Frem. Den 27. oktober 2014 brækkede Rasmus Louie Larsen sin ankel mod Herlev IF. Rasmus blev også kåret som årets spiller i BK Frem i 2016-17 sæsonen. Den 12. juli 2022 blev det offentliggjort, at Rasmus Louie Larsen skiftede tilbage til Boldklubben Frem.